# Abdulah Ibn Husein
Abdulah Ibn Husein, jordanski vladar od leta 1921, * februar 1882, Meka, † 20. julij 1951, Jeruzalem.
Nekaj let je bil poslanec v turškem parlamentu. Med 1915 in 1918 je bil eden izmed vodij arabskega upora proti Turkom. Po 1. svetovni vojni je postal vladar Jordanije pod britansko upravo. Od leta 1946 je bil kralj samostojne Transjordanije. Na vsearabskem srečanju v Jeruzalemu leta 1948 je bil razglašen za kralja Palestine. Ubit v atentatu mladih skrajnežev.